# مقاطعة غريلي (كانساس)
مقاطعة غريلي (بالإنجليزية: Greeley County)‏ هي إحدى المقاطعات في ولاية كانساس، الولايات المتحدة الأمريكية.